# Gaasterlân-Sleat

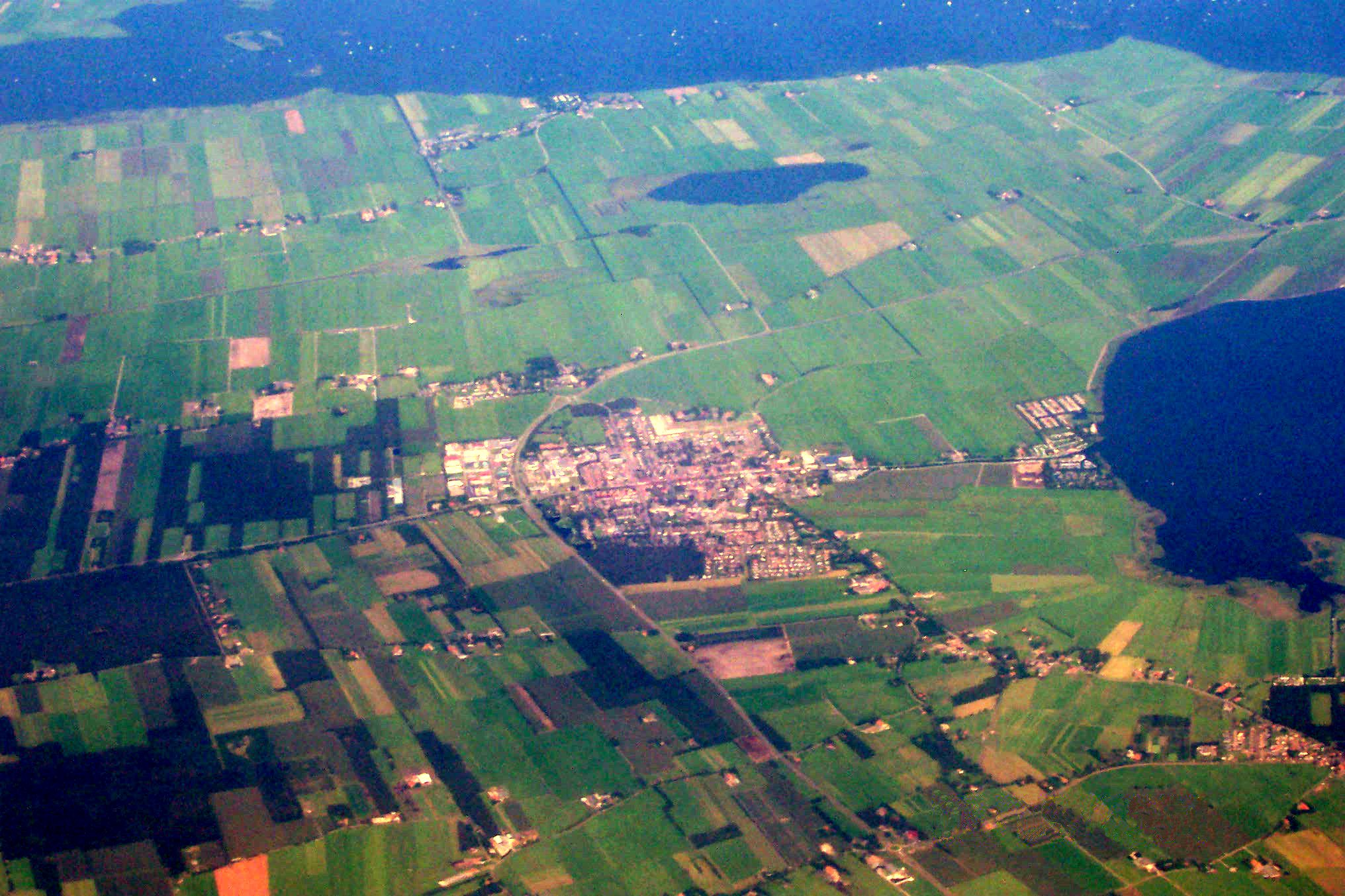
Flygbild över Balk.

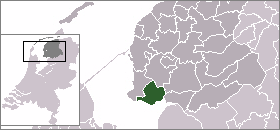
Gaasterlân-Sleats läge

Gaasterlân-Sleat (frisiska; på nederländska Gaasterland-Sloten) var en kommun i provinsen Friesland i Nederländerna. Kommunens totala area var 209,29 km² (varav 114,06 km² är vatten) och den har 10 220 invånare (2005). Kommunen gick 1 januari 2014 upp i De Friese Meren och upphörde därmed som kommun.